# Andrzej Graja
Andrzej Graja (ur. 1940, zm. 9 listopada 2013) – polski fizyk, prof. dr hab., specjalista w dziedzinie fizyki organicznego ciała stałego oraz spektroskopii molekularnej. Członek Komitetu Fizyki PAN.
Absolwent UAM w Poznaniu. Wieloletni pracownik Instytutu Fizyki Molekularnej PAN, gdzie pełnił między innymi funkcję dyrektora do spraw naukowych, kierownika Zakładu Kryształów Molekularnych, sekretarza Rady Naukowej Instytutu oraz kierownika Studium Doktoranckiego.
Zmarł 9 listopada 2013 r., pochowany na Cmentarzu Junikowskim w Poznaniu.

## Wybrana bibliografia autorska
- Niskowymiarowe przewodniki organiczne (Wydawnictwa Naukowo-Techniczne, Warszawa. 1989; ISBN 83-204-1122-X)
- Badania spektroskopowe wiązania wodorowego w układach zawierających gN-tlenek pikoliny (Państwowe Wydawnictwo Naukowe Oddz., 1975)